# (37853) Danielbarbier
1998 DB35 (asteroide 37853) é um asteroide da cintura principal. Possui uma excentricidade de 0.16722100 e uma inclinação de 3.33741º.
Este asteroide foi descoberto no dia 27 de fevereiro de 1998 por Eric Walter Elst em La Silla.